# Acacia megaladena
Acacia megaladena é uma espécie de leguminosa do gênero Acacia, pertencente à família Fabaceae.